# Surinam na Mistrzostwach Świata w Lekkoatletyce 2019
Surinam na Mistrzostwach Świata w Lekkoatletyce 2019 – reprezentacja Surinamu podczas mistrzostw świata w Doha liczyła tylko jednego zawodnika, sprintera Jeffrey Vanan.

## Skład reprezentacji

### Mężczyźni
| Zawodnik      | Konkurencja   | Eliminacje | Eliminacje | Półfinał | Półfinał | Finał | Finał   |
| Zawodnik      | Konkurencja   | Wynik      | Pozycja    | Wynik    | Pozycja  | Wynik | Pozycja |
| ------------- | ------------- | ---------- | ---------- | -------- | -------- | ----- | ------- |
| Jeffrey Vanan | Bieg na 200 m | DSQ        | DSQ        | NQ       | NQ       | NQ    | NQ      |